# Aulacophora viridis
Aulacophora viridis es un insecto coleóptero de la familia Chrysomelidae.
Fue descrita científicamente por primera vez en 1936 por Maulik.